# Дария Клишина
Дария Клишина (на руски: Клишина, Дарья Игоревна) е руска лекоатлетка, състезаваща се в дисциплината дълъг скок. Двукратна европейска шампионка в зала, бронзова медалистка от шампионата на Европа на открито в Цюрих през 2014 г., европейска шампионка за младежи през 2011 г. През същата година е наречена също така „най-сексапилната млада спортистка на Русия“ от списание PROSPORT. Определяна е и като една от най-красивите спортистки на Олимпийските игри в Лондон през 2012 година.

## Кариера
Първоначално Дария тренира волейбол, но баща ѝ,бивш лекоатлет, я праща да тренира индивидуален вид спорт. На 13 години е забелязана на детските съревнования от Олга Шемигон, по чиято покана завършва средното си образование в училище за олимпийски надежди в Москва.
Първите успехи идват на световното първенство в зала в Доха през 2010 г., където Дария завършва на 5 място, оставайки на сантиметър от бронзовата медалистка бразилката Кейла Коста и на 8 сантиметра от златната медалистка американката Бритни Риз. През 2011 г. на първенството в Острава Дария става европейска шампионка в зала и установява редкорд на европейски първенства за младежи с резултат 7.05 м, показвайки вторият резултат в света сред възрастните на сезона, печелейки младежкият атлетичен рекорд на Русия и отбелязвайки третият най-добър младежки резултат на дълъг скок-другите два по-дълги скока от млад лекоатлет са направени от Хайке Дрехслер през 1983-та-7,14 и 7,08 метра съответно.
През 2012-а завършва специалност „Спортен мениджмънт“ в московския частен университет „Синергия“. През 2013 г. печели златни медали на Универсиадата в Казан и на Европейското първенство по лека атлетика на закрито в Гьотеборг. На следващата година участва в Диамантената лига, като най-доброто постижение на скачачката през сезона е второ място на турнира Prefontaine Classic с резултат от 6,88 метра. През юли 2014 г. става шампионка на Русия по дълъг скок с резултат 6,90 метра.
На световното първенство през 2015 г. Дария разочарова с представянето си и остава едва на 10-о място. През юни 2016 г. Клишина печели няколко национални турнира – Мемориала „братя Знаменски“ – 6,73 метра на 4-ти, Общоруските съревнования в Ерино -6,8 метра на 12-и, и първенството на Русия-с резултат 6,84 метра на 21-ви.
През юли 2016 г., след допинговия скандал с руския отбор по лека атлетика, Дария остава единствената атлетка на „Сборная“ с право на участие на Олимпийските игри. Първоначално Дария е допусната като независим участник, с което си навлича критиките на част от руснаците. По-късно обаче федерацията разрешава на Дария да се състезава за Русия.
На Европейското първенство по лека атлетика на закрито в Белград през 2017 година печели четвърто място на финала. През 2019 година тя печели златен медал по скок на дължина на Шампионата на Русия по Лека Атлетика в Чебоксари, където показва резултат от 6,82 метра.

## Спортна Техника
През 2011-а Клишина признава, че най-големият ѝ проблем е превишаването на скоростта, защото заради това тя невинаги успява да стъпи в точката на дъската, където е нужно. Примерно когато прави рекордният си скок през 2010-а тя стъпва тринадесет сантиметра зад центъра на дъската. Техниката ѝ на бягане и скачане е описана като полирана. Висока е 180 сантиметра и тежи 58 килограма.

## Личен живот
Майката на Клишина работи в научен институт като лаборант. От 2013 година Клишина живее и работи в САЩ. Омъжена е, има двама сима. На 13 май 2020 година признава, че е отхвърлила предложение по Инстаграм да работи като елитна проститутка срещу 200 хиляди долара месечно.

## Успехи
- Европейски шампион в зала – 2011, 2013
- Университетски шампион – 2013
- Европейски отборен шампион – 2015
- Победителка на международното съзстезание Мемориал „братя Знаменски“ – 2016
- Общоруски победител – 2016
- Руски шампион по скок на дължина – 2016, 2019